# Mirador de Nas
El Mirador de Nas és un mirador situat al terme de Nas, al capdamunt del poble d'Olià, municipi de Bellver de Cerdanya. El seu nom prové del fet que aquest mirador està situat al poble de Nas.

## Situació i accés
El mirador es troba a 1225 m d'alçada, a l'entrada de poble Nas, al marge dret de la carretera de Nas. Està situat a la muntanya del Serrat de Nas, des del qual s'aprecien unes increïbles vistes de la plana de la Cerdanya, el poble d'Olià situat just a sota, la Serra del Cadí i el conjunt de cims que tanquen la comarca pel nord. Es catalogat com un dels millors i més extraordinaris miradors de la comarca.
El mirador compta amb un banc, una zona de terra segura i una barana amb un plafó interpretatiu del paisatge. Com a característica principal i com es pot apreciar a la fotografia, hi ha una gran roca massissa de color calcari.
És ubicat a Nas: al poble, cal pujar per la carretera de Nas passant abans pels pobles d'Olià, Santa Eugènia, Pi i Bellver de Cerdanya. La mateixa carretera parteix de Bellver de Cerdanya des de la lv-4033. En tots els trams la carretera està asfaltada.